# Ike Gingrich
Pour les articles homonymes, voir Gingrich.
Ike Gingrich est un acteur américain né le 31 août 1952 à Wilmington, Caroline du Nord (États-Unis).

## Filmographie
- 1994 : Not Once But Twice : Bruno D'Amato
- 1996 : Warrior of Justice : condamné
- 1996 : Becoming Rebecca
- 1997 : Common Bonds : Henry (Agent du FBI)
- 1997 : The Triggerman (vidéo) : Clovis (The Hitman)
- 1997 : The Job (court métrage) : Kelly (The Hitman)
- 1997 : Truly Committed (court métrage) : voleur
- 1998 : Paper, Rock, Scissors : Sly (The Loanshark)
- 1998 : Public Enemy (vidéo) : Elvis Preacher (Drug Dealer)
- 1998 : Ashes and Flames : Sandman (The Soothsayer)
- 1998 : The Next Tenant : Shakes (Drug Dealer)
- 1998 : Skip Chasers : The Hitman
- 1998 : Loser's Lounge : Jimmy Dollar
- 1999 : The Doorman : The Preacher / Zealot
- 1999 : Ghostown : Angel
- 1999 : Jimmy Zip : Dick Portsmith (The Father)
- 2002 : The Honorable : évangéliste
- 2002 : Bulldog : Sal
- 2002 : Blind Spot : Red
- 2003 : Aquanoids : Clint Jackson
- 2003 : The Further Adventures of the Po' Boys : Jack
- 2003 : Director's Cut : Oncle Ed (Barman)
- 2003 : Seventh Veil : The 'Medical Examiner'
- 2005 : Callback : acteur n°3
- 2005 : Venus on the Halfshell : Attorney Kibble